# 2億円トイレ
2億円トイレ（2おくえんトイレ）とは、2025年日本国際博覧会（大阪・関西万博）の会場に設置されたトイレの一つ。正式名称はトイレ5。若手の建築家が手掛けたトイレの一つである。

## 内容
鉄骨や鋼板で組み立てられた複数の棟で構成され、カラフルな積み木のようなデザインが特徴的なトイレで、46の便器を備える。設計したのは米澤隆で、本人はこれを、1970年の大阪万博にて終焉を迎えたと言われている、建築の「生命性」について思考した
建築思想「メタボリズム」を、55年の時を経てアップデートしてリバイバルさせたものとしており、積み木のようなデザインにすることにより、閉会後はユニットごとに解体し、公園や広場などに移設して、その場に必要な数や形に組み換えることができる設計となっている。また、カラフルなユニットを緩く連帯させながら共存させることで、万博の会場デザインコンセプトである「多様でありながら、ひとつ」を表現している。
施工会社の入札は難航し、2023年7月と2024年2月に入札が行われたがいずれも成立しなかった。そこで、2024年6月には延床面積を300平方メートルから246平方メートルに縮小するなど施設を簡素化し、撤去工事込みの予定価格を当初より約2000万円減の1億5300万円に引き下げた上で入札が行われた。その結果、2社がこれと同額で応札し、くじ引きの結果、西村工務店が落札した。トイレの1平方メートルあたりの費用は約62万円で、経済産業省によると、2016年から2022年の公衆トイレの1平方メートルあたりの建設費用である約74万円を下回る。

## 反応
2024年2月15日8時、ダイヤモンド社が「トイレ1カ所に2億円！「大阪万博は全てデザイナーズトイレ」で、また税金が消えていく」と記事を投稿した。この記事はSNSで拡散され、その結果、万博のトイレが「2億円トイレ」と呼ばれ「高額だ」と批判の対象となった。ただし、当時「2億円トイレ」と呼ばれていたのは、2024年3月21日時点でそれぞれ撤去工事費を含め1億9228万円と1億8244万円で落札された2箇所のトイレであり、トイレ5は当時落札されていなかった。これについて吉村洋文大阪府知事は、2億円で契約した大規模なトイレがあることを明らかにしつつ「大規模なトイレは便器数も50～60基ある。平米単価にすると、実は、一般の公共施設のトイレと1基あたりの値段は大きく変わらない」とした。
「2億円トイレ」がトイレ5を指す呼び方として認識されたのは、その翌年の3月10日にXにて投稿された、女優の毬谷友子による画像付きの投稿が発端である。投稿では「2億円かけて作られた万博のトイレだそうです。さすがに我慢の限界です。怒りで震えています。明細を国民に見せて下さい」といったコメントに、トイレ5の画像が添付されていた。この投稿は同年3月14日地点で3.5万件以上リポストされた他、表示回数は2500万回を超え、話題となった。しかし、実際に話題になった画像はトイレの一部分を切り取ったものであり、実際には大規模なものであった。日本ファクトチェックセンターはこのトイレについて、建設・撤去工事一式で1億5000万円ほどで落札されたものだとしている。設計者の米澤隆も投稿に反論した上で、「『2億円トイレ』という名称が、ラグジュアリーなものを想像させたことで、現実とのギャップを生み、批判につながった」との見方を示した。
一方、この騒動でトイレ5の知名度は上昇し、万博に訪れた際の目的地として注目を集めている。設計者の米澤隆は5月30日、Xを更新。トイレ5の状況について「20代前半の女性4人組は『わぁ～2億円感じたぁ～？』、スーツ姿の男性3人組は『先輩、これがアートっていうもんらしいでっせぇw』、小学生達は『2億円トイレでしょんべんしたったぁ～！』、子供連れファミリーのお父さんは『これはなぁ、工事金額が高いと騒がれておるがなぁ、物価上昇というのがあってぇ、、、公共のトイレと比べるとぉ、、、』などなど」と利用者の反応を紹介した上で「もはや、イジられコンテンツと化しているのを実感する」「そのどれもに悪意は感じなく、愛情のようなものすら感じる」と綴った。